# 拉姆岛

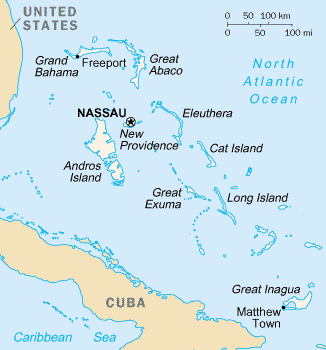

拉姆岛或譯作蘭姆島（Rum Cay）位於聖薩爾瓦多島的西南方20英里（32公里）处，有很多起伏的山丘，高度爬升到約 120英尺（37米）。
哥倫布稱之為聖瑪麗亞·德拉康塞普西翁（Santa Maria de la Concepción）。
這個島嶼的现代命名被认为源于一位遇船難者的貨物朗姆酒。

## 主要港口
- 主要港口是納爾遜港口（Port Nelson）。